# Ferrari America
La Ferrari America è una famiglia di autovetture sportive costruite in diverse serie, dalla casa automobilistica italiana Ferrari, tra il 1950 e il 1967. La tipologia di base è quella di una vettura sportiva Gran Turismo di lusso, con motore V12 anteriore e trazione posteriore, disegnate per una clientela più esosa e spesso completate su ordinazione dagli acquirenti. Erano basate su una serie di concept car denominate “Superfast”. Due di queste serie, la 400 e la 410, furono chiamate “Superamerica”, mentre l'ultima produzione fu chiamata 500 Superfast.
La serie “America” conquistò il primato delle vetture da strada di lusso più veloci, toccando i 265 km/h, e precedendo le Mercedes 300 SL (258 km/h) e 300 SLR (250 km/h), le quali nelle versioni da gara erano più veloci.
Tutte queste serie usavano un assale rigido al retrotreno e uno sterzo con vite a ricircolo di sfere.

## La 330 America
La “330 America” condivideva il telaio con la 250 GTE, ma non il motore, essendo mossa dal nuovo “Tipo 209” da 4 L di cilindrata, che erogava 300 CV di potenza a 6600 giri al minuto. Ne furono costruiti solo 50 esemplari.

## La 340 America
La “340 America” era disponibile in versione due porte coupé e roadster, e fu costruita dal 1950 al 1952. Aveva installato il nuovo propulsore V12 da 4,1 L di cilindrata, progettato da Aurelio Lampredi e sviluppato per la Formula 1, che erogava 197 CV di potenza. Solo 23 esemplari furono costruiti, 11 da Vignale, 8 dalla Carrozzeria Touring e 4 dalla Carrozzeria Ghia. La “340 America” fu sostituita da un modello con motore più grande, più precisamente dalla “375 America”.

## La 365 California
La “365 California” era un modello nato dall'accoppiamento di telaio e motore provenienti da modelli diversi. Era una due posti versione roadster prodotta dal 1966 al 1967. Usava il telaio delle “America” con il passo di 2650 mm con l'assale rigido per le sospensioni posteriori, ma montava un propulsore V12 da 4,4 L di cilindrata di provenienza dalla 365 e progettato da Gioachino Colombo. Solo 14 esemplari furono costruiti, compresi due con guida a destra.

## La 375 America
La “375 America” fu un modello progettato da Pininfarina e Vignale che utilizzava un nuovo motore V12 progettato da Aurelio Lampredi da 4,5 L di cilindrata che erogava una potenza di 300 hp. È stata prodotta dal 1953 al 1954 in versione due porte coupé. La “340 America” e la “375 America” erano costose ed esclusive, e solo 10 esemplari di quest'ultima furono costruiti.

### La 375 MM "Ingrid Bergman"

La Carrozzeria Scaglietti ebbe nel 1954 una commissione da Roberto Rossellini per costruire una versione della 375 MM, da regalare a sua moglie, Ingrid Bergman, per le nozze. Numero di telaio 0456AM, il che fa dedurre l'utilizzo di un telaio derivato dalle corse. Fu presentata per la prima volta a Parigi nel Ottobre del 1954, con una livrea Azzurra (si dice, per il colore degli occhi dell'attrice) poi subito riverniciata in un “grigio d'orato”. Attualmente questa vettura appartiene ad un avvocato americano di nome Wayne Golomb. Il design di questa vettura diventò l'ispirazione per tantissimi modelli, non solo Ferrari, tra cui la futura Ferrari 612. Il colore scelto non era inizialmente disponibile per gli altri modelli Ferrari e fu in seguito fruibile con il nome “Grigio Ingrid”.

## La 400 Superamerica

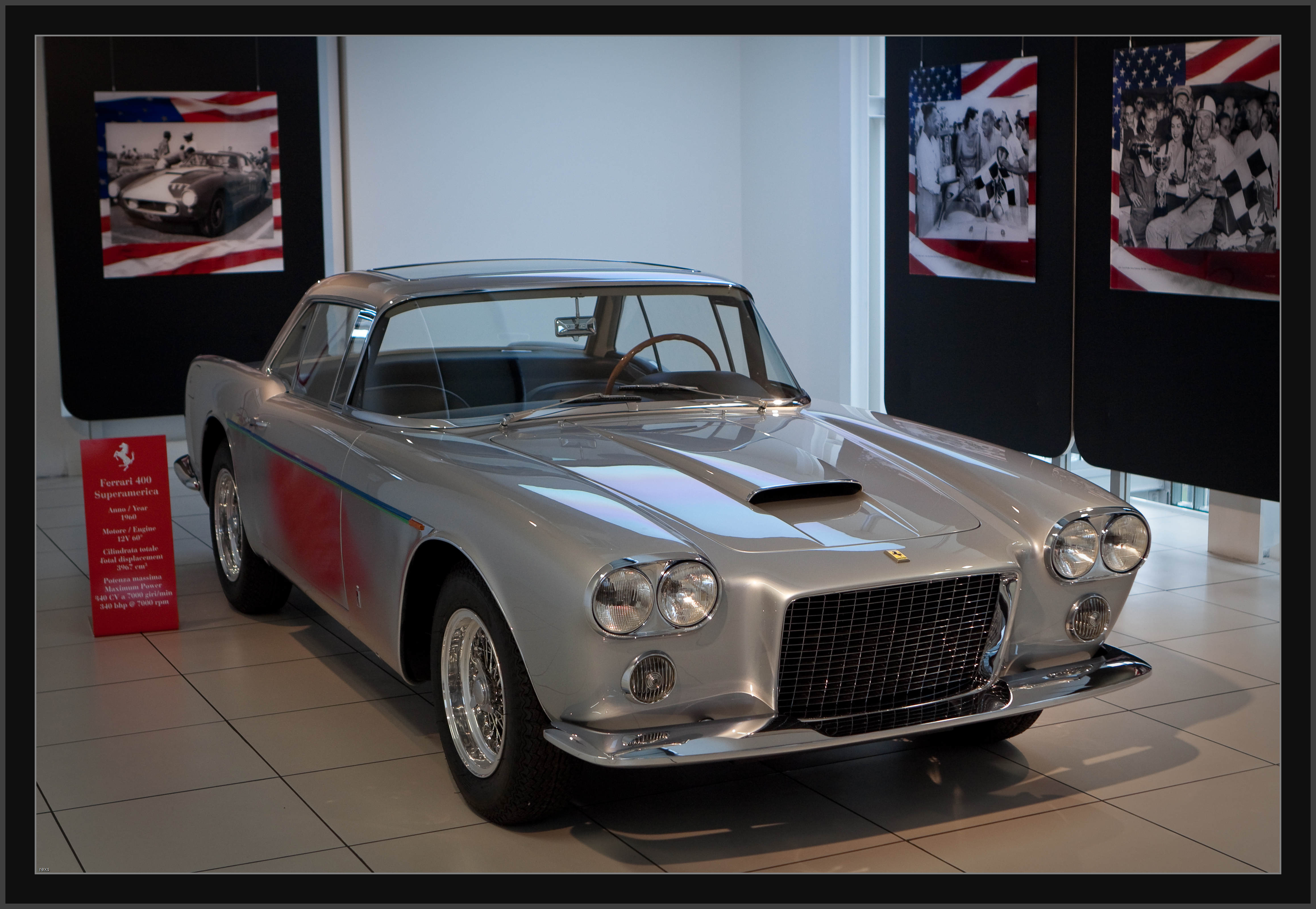
Una Ferrari 400 Superamerica del 1960

Aveva installato un piccolo motore V12 da 4 L di cilindrata progettato da Gioachino Colombo. Nonostante le dimensioni, produceva più potenza dei predecessori. La vettura debuttò nel 1960, ed era disponibile in versione coupé, spider, roadster e cabriolet, tutte a 2 posti e progettate da Pininfarina. Furono costruiti 46 esemplari fino a quando la “400 Superamerica” venne tolta di produzione nel 1964.

## La 410 Superamerica

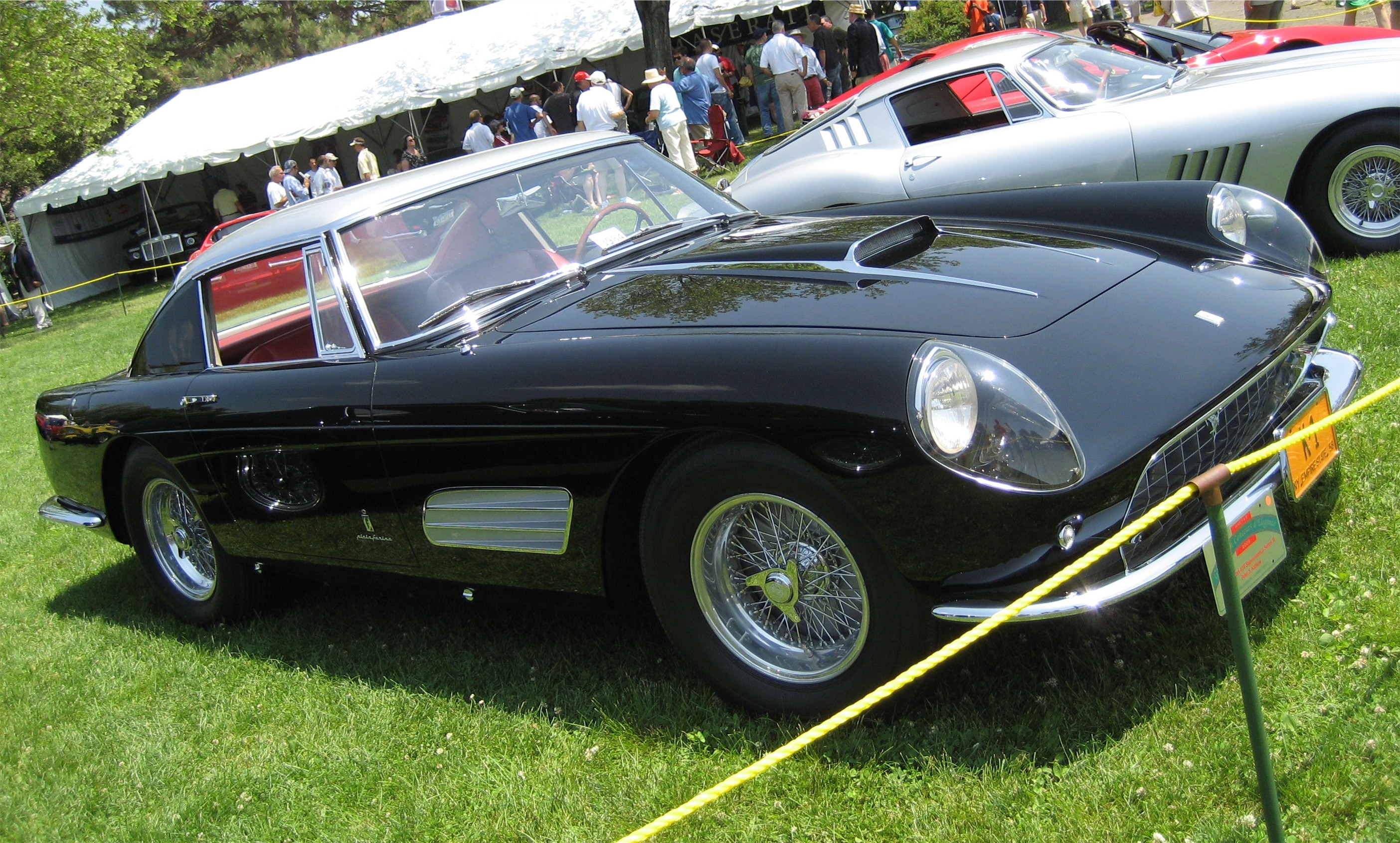
Una 410 Superamerica del 1959

Poiché i modelli della gamma “America” non erano sufficientemente prestanti, la Ferrari produsse dal 1956 la “410 Superamerica”. Era disponibile in versione coupé e cabrio a due porte. Il motore V12 era ora di 5 L di cilindrata erogante una potenza di 340 hp. Aveva installato tre carburatori tipo Weber e fu progettato da Aurelio Lampredi.
Ogni “410 Superamerica” aveva una carrozzeria personalizzata, alcune opera di Boano e Ghia, ma la maggior parte realizzate da Pininfarina.
Il prezzo era estremamente elevato, più precisamente di 16.800 dollari. A titolo d'esempio, le vetture offerte al Salone dell'automobile di New York dall'importatore Luigi Chinetti erano due volte più costose della Mercedes-Benz 300SL “Gullwing”, sua diretta concorrente. Solo 35 esemplari furono costruiti fino al 1959, anno di fine costruzione. 

## La 500 Superfast

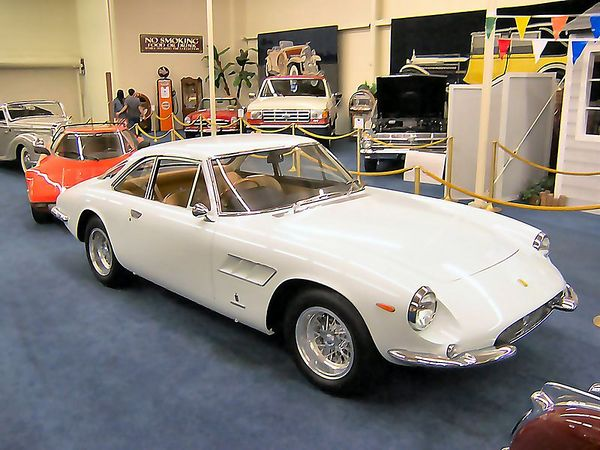
Una Ferrari 500 Superfast Coupe del 1966

L'ultimo modello della serie “America” fu introdotto nel 1964 con il nome “500 Superfast”. Dapprima durante il progetto, ma anche in seguito durante la produzione, questo modello fu chiamato “Superamerica”, ma la decisione finale fu di usare il nome “Superfast”.
Il motore, progettato da Gioachino Colombo, era un V12 da 5 L di cilindrata erogante 395 hp, che permetteva alla vettura di raggiungere la velocità massima di 275 km/h. Questo propulsore aveva le stesse dimensioni di quello progettato da Aurelio Lampredi per la “410 Superamerica”. Il telaio era basato sulla contemporanea 330 GT 2+2 ed il corpo vettura era ancora opera di Pininfarina.
Furono costruiti 37 esemplari fino 1966, inclusi 12 della seconda serie, che avevano in dotazione una trasmissione con cambio a cinque rapporti. Erano disponibili solo versioni coupé ma non roadster.